# Panellinios Atenas
Panellinios Atenas (griego:Πανελλήνιος K.A.E) o Panellinios Basket es un club de baloncesto griego de la ciudad de Atenas. Ha ganado en 6 ocasiones la Liga de baloncesto de Grecia, aunque la última data del año 1957. Actualmente compite en la quinta división de la Liga de baloncesto de Grecia.

## Palmarés
- A1 Ethniki
  - Campeones (6): 1929, 1939, 1940, 1953, 1955, 1957.
  - Subcampeones (4):  1935, 1950, 1951, 1954.
- A2 Ethniki
  - Campeones (2): 1987, 2004.
- Copa de Grecia
  - Subcampeones (1): 1987.